# Jalore
Jalore (hindi जालौर) – miasto w północno-zachodnich Indiach, w stanie Radżastan. Znajduje się około 140 km na południe od Dźodhpuru i około 490 km na południowy-zachód od Jaipuru. 

## Zabytki
- Fort Jalore